# Centro de exterminio nazi de Bernburg
El centro de exterminio nazi de Bernburg (en alemán: NS-Tötungsanstalt Bernburg) fue uno de varios centros de exterminio dirigidos por los nazis bajo su "programa de Eutanasia" conocido como Acción T4.
Funcionó del 21 de noviembre de 1940 al 30 de julio de 1943 en un ala separada del Sanatorio y Hospital Mental del Estado (Landes-Heil- und Pflegeanstalt) en Bernburg, Sajonia-Anhalt. Un total de 9384 personas enfermas y discapacitadas de 33 instituciones de asistencia social y hogares de ancianos, así como alrededor de 5000 prisioneros de seis campos de concentración, fueron asesinados aquí en una cámara de gas con monóxido de carbono.
Inició su actividad en septiembre de 1940 sustituyendo al centro de exterminio de Bandenburg, el primero que se construyó para la Aktion T4.
Hoy hay un Memorial en Bernburg que conmemora a las víctimas del centro de exterminio nazi.